# Trofeul Campionatului Mondial de Fotbal
Trofeul Campionatului Mondial de Fotbal este un trofeu din aur care se acordă țării câștigătoare a Campionatului Mondial de Fotbal. De la debutul acestei competiții internaționale, două trofee distincte ca formă și denumire au reprezentat victoria: Trofeul Jules Rimet, din 1930 până în 1970, și Trofeul FIFA World Cup, din 1974 până în prezent.
Trofeul, inițial denumit Victory (Victorie) apoi redenumit în onoarea fostului președinte Jules Rimet, era fabricat din argint placat cu aur și din lazurit (lapis lazuli), și o reprezenta pe Nike, zeița victoriei în mitologia greacă. În 1970, Brazilia a câștigat pentru a treia oară Campionatul Mondial și, implicit, a rămas în posesia perpetuă a trofeului determinând fabricarea unuia nou pentru înlocuire. Trofeul Jules Rimet a fost furat în 1983 și nu a mai fost recuperat. Modelul înlocuitor, Trofeul FIFA al Campionatului Mondial, a fost acordat prima dată în 1974. Este fabricat din aur de 18 carate și o bază din malachit, reprezentând stilizat două figurine umane care susțin globul pământesc. Deținătorul actual al trofeului este Argentina țara ce a câștigat Campionatul Mondial de Fotbal 2022.

## Trofeul Jules Rimet
Trofeul Jules Rimet a fost premiul original pentru câștigarea Campionatului Mondial de Fotbal. Denumit inițial Victory (Victorie), mai simplist cunoscut popular drept Cupa Mondială (engleză World Cup, franceză Coupe du Monde), a fost redenumit oficial în 1946 în onoarea președintelui FIFA Jules Rimet, cel care a militat pentru înființarea competiției si a lansat propunerea la 28 mai 1928, cu ocazia Jocurilor Olimpice de la Amsterdam. Realizat de Abel Lafleur, trofeul era fabricat din argint și aur pe un suport albastru de lazurit; avea 35 cm înălțime, cântărea aproximativ 3,8 kg și o reprezenta înaripată pe zeița victoriei Nike, din mitologia greacă, susținând o cupă de formă octogonală. Pe fiecare din cele patru fețe principale ale suportului de lazurit se găsea câte o placuță de aur având gravate numele trofeului precum și cele nouă câștigătoare din 1930 până în 1970 (foto 2). Trofeul Jules Rimet a fost dus în Uruguay pentru prima competiție mondială la bordul navei de linie Conte Verde din Villefranche-sur-Mer, Franța, la 21 iunie 1930, acelasi vas transportând pe Jules Rimet și echipele naționale ale Franței, României și Belgiei, participante la competiție. Prima echipă căreia i s-a decernat trofeul a fost Uruguay, câștigătoarea Campionatului Mondial de Fotbal 1930.
În timpul celui de-al Doilea Război Mondial trofeul a fost păstrat de către câștigătoarea din 1938, Italia. Ottorino Barassi, vicepreședintele FIFA și președintele Federației Italiene de Fotbal (F.I.G.C.), a transportat în secret trofeul de la o bancă din Roma și l-a ascuns într-o cutie de pantofi sub propriul pat pentru a preveni furtul său de către naziști.
La 20 martie 1966, cu patru luni înainte de Campionatul Mondial de Fotbal 1966 din Anglia, trofeul a fost furat în timpul unei prezentări publice de la Westminster Central Hall. După doar șapte zile a fost găsit împachetat într-un ziar, într-o grădina de la periferia Upper Norwood (zonă rezidențială din Londra) de un câine pe nume Pickles. Proprietarul câinelui a fost recompensat cu 6.000 £, echivalentul a 170.000 £ în anul 2008. Hoții au rămas neidentificați..
Ca măsură de securitate, Asociația de Fotbal din Anglia a fabricat în secret o copie a trofeului pentru a fi utilizată în evenimentele de celebrare de după meciuri și competiții. Replica a fost folosită în diverse ocazii până în 1970 apoi vândută la licitație în 1997 contra sumei de 254.500 £, fiind adjudecată de FIFA. Prețul mare, de căteva ori peste cel estimat de 20.000 - 30.000 £, a fost sursa speculațiilor că nu ar fi o copie ci chiar originalul. Testele ulterioare efectuate de FIFA au confirmat însă faptul că trofeul licitat este doar o copie. FIFA a stabilit ca replica să fie expusă la Muzeul Național al Fotbalului din Preston, Anglia.
Echipa națională a Braziliei a câștigat trofeul Campionatul Mondial de Fotbal pentru a treia oară in 1970, ceea ce i-a permis posesia perpetuă a trofeului, așa cum fusese stipulat de Jules Rimet în 1930. El a fost expus de Confederația Braziliană de Fotbal într-o vitrină cu partea frontală din geam antiglonț. La 19 decembrie 1983, partea de lemn din spatele vitrinei a fost forțată cu un drug de fier iar trofeul furat din nou, fără a mai fi recuperat vreodată. Confederația Braziliană a dispus fabricarea unei copii pentru care compania Eastman Kodak a folosit 1,8 kg de aur. În anul 1984 copia a fost prezentată președintelui Braziliei.

### Câștigătoarele Trofeului Jules Rimet
- Brazilia - 1958, 1962, 1970
- Italia - 1934, 1938
- Uruguay - 1930, 1950
- Germania de Vest - 1954
- Anglia - 1966

## Trofeul FIFA World Cup
Pentru Campionatul Mondial de Fotbal 1974, FIFA a comandat un nou trofeu care să înlocuiască modelul din posesia Braziliei. 53 de lucrări au fost trimise la FIFA de artiști din șapte țări, în final fiind selectată lucrarea artistului italian Silvio Gazzara. Trofeul are 36,8 cm înălțime și cântărește 6,175 kg din care aproape 5 kg (75%) reprezintă aur pur; baza măsoară 13 cm în diametru și conține doua straturi din malachit. S-a afirmat că trofeul este gol în interior, că dacă afirmațiile oficiale sunt reale atunci trofeul ar cântări 70-80 kg, prea greu pentru a putea fi ridicat deasupra capului. Controversele au fost combătute și dovedite eronate de FIFA.
Lucrarea a fost executată de manufacturierul italian Bertoni, Milano și reprezintă două forme umane care susțin globul pământesc. Gazzaniga și-a descris opera astfel: "Linii izvorăsc din bază, se ridică în spirală și se întind spre a accepta lumea. Din remarcabila tensiune dinamică a corpului compact al sculpturii răsar siluetele a doi atleți în momentele emoționante ale victoriei. A fost înmânată pentru prima dată în 1974 căpitanului Germaniei de Vest Franz Beckenbauer.
Trofeul are numele gravat la bază cu litere vizibile, în relief, "FIFA World Cup". Numele echipei naționale care câștigă fiecare turneu mondial este gravat pe partea interioară plată a bazei (dedesubtul operei), nefiind vizibile atunci când trofeul este așezat în picioare. Textul inscripționat este format din anul cuceririi sale - în cifre - și numele naționalei redat cu caractere latine în engleză (ex: 2006 Italy). Până în 2006 nouă câștigătoare au fost inscripționate pe trofeu si nu se cunoaște intenția FIFA referitoare la acest aspect pentru momentul în care placuța de la bază va deveni neîncăpătoare, lucru previzionat după ediția 2038 cel puțin. Noile reglementari FIFA, spre diferență de predecesorul regulament, stabilesc faptul că trofeul original nu mai poate fi deținut permanent, el rămânând în posesia FIFA. Echipele câștigătoare ale turneelor finale primesc o copie care este doar placată cu aur.

### Câștigătoarele Trofeului FIFA World Cup
- Argentina - 1978, 1986, 2022
- Brazilia - 1994, 2002
- Italia - 1982, 2006
- Germania (de Vest) - 1974, 1990, 2014
- Franța - 1998

2018
- Spania - 2010

## Câștigătoarele Trofeului Campionatului Mondial de Fotbal
| Țara               | Trofeul Jules Rimet | Trofeul FIFA World Cup | Total |
| ------------------ | ------------------- | ---------------------- | ----- |
| Brazilia           | 3                   | 2                      | 5     |
| Italia             | 2                   | 2                      | 4     |
| Germania (de Vest) | 1                   | 3                      | 4     |
| Argentina          | 0                   | 3                      | 3     |
| Uruguay            | 2                   | 0                      | 2     |
| Anglia             | 1                   | 0                      | 1     |
| Franța             | 0                   | 2                      | 2     |
| Spania             | 0                   | 1                      | 1     |
| Total              | 9                   | 13                     | 22    |
| Țări câștigătoare  | 5                   | 6                      | 8     |